# Serinweg
Der Serinweg dient methanotrophen Bakterien zur Synthese von Zellmaterial aus Formaldehyd und Bicarbonat. Aus diesen zwei C1-Verbindungen wird Acetyl-CoA gebildet. Der Stoffwechselweg wurde in Methanotrophen des Typs II identifiziert, dagegen assimilieren Methanotrophe des Typs I Formaldehyd über den Ribulosemonophosphatweg (RuMP).
Der Weg wurde durch die Arbeiten von John Rodney Quayle und Mitarbeitern in Methylobacterium extorquens AM1 Anfang der 1960er-Jahre identifiziert.

## Biochemie

Schema des Ablaufs des Serinwegs

In einem Zyklus wird Formaldehyd (CH2O) und Bicarbonat (HCO3−) zu Acetyl-CoA fixiert. CH2O stammt dabei häufig aus der aeroben Oxidation von Methan, kann aber auch direkt verwendet werden.
Im ersten Schritt der Assimilation wird Glycin mit Formaldehyd zu L-Serin umgesetzt, dabei liegt Formaldehyd gebunden an N5,N10-Methylentetrahydrofolat vor. Diesen Schritt katalysiert eine Serin-Hydroxymethyl-Transferase (auch Serintranshydroxymethylase; EC 2.1.2.1). Im folgenden Verlauf wird L-Serin durch eine Transaminase (EC 2.6.1.45) desaminiert und in weiteren Schritten zu Phosphoenolpyruvat (PEP) überführt. Dies erfordert Energie in Form von einem Molekül ATP und zwei Reduktionsäquivalente in Form von NADH. Eine PEP-Carboxylase (EC 4.1.1.31) überträgt ein Molekül HCO3− auf PEP, wodurch Oxalacetat gebildet wird. Dieses wird durch Verbrauch von NADH und ATP mittels Coenzym A zu L-Malyl-CoA umgesetzt.
Malyl-CoA wird schließlich zu Acetyl-CoA und Glyoxylat durch eine Malyl-CoA-Lyase (EC 4.1.3.24) gespalten. Um den Kreislauf zu schließen, wird Glyoxylat zu Glycin aminiert, die dafür nötige Aminogruppe stammt aus der Desaminierungsreaktion von Serin zu Hydroxypyruvat (vgl. auch Abbildung).
Acetyl-CoA wird dann entweder über den Glyoxylatzyklus oder über den Ethylmalonyl-CoA-Weg weiter assimiliert.

## Bilanz
Der Verbrauch an ATP und Reduktionsäquivalenten ist gegenüber anderen CO2-Fixierungswegen niedriger. Dies liegt daran, dass Formaldehyd reduzierter ist als CO2 bzw. HCO3−. Die Gesamtreaktion bilanziert sich auf:
{\displaystyle \mathrm {CH_{2}O+HCO_{3}^{-}+HS{\text{-}}CoA+2\ NADH+2\ H^{+}+2\ ATP\longrightarrow } }
{\displaystyle \mathrm {Acetyl{\text{-}}CoA+2\ NAD^{+}+2\ ADP+2P_{i}} }